# Giubega
Giubega est une commune roumaine située dans le județ de Dolj.